# Харківське гвардійське вище танкове командне училище
Харківське гвардійське вище танкове командне ордена Червоної Зірки училище імені Верховної Ради Української РСР (рос. Харьковское гвардейское высшее танковое командное училище) — один з провідних навчальних закладів у системі військової освіти Міністерства оборони СРСР, який спеціалізувався на підготовці кадрів для танкових військ.

## Історія
Училище вело свою історію з часів Громадянської війни в Росії від 13-го механізовано полку Донської кавалерійської козачої дивізії.
У 1938 році полк було переформовано у легкотанковий (з 1940 року — танковий). У 1939—1940 роках особовий склад полку брав участь у радянсько-фінській війні, після чого був передислокований у Закавказзя. У 1941 році полк виконує спеціальне завдання на території Ірану. Наприкінці року, полк переформовується в 56-ту окрему танкову бригаду.
Бойове хрещення особовий склад окремої танкової бригади прийняв на Керченському півострові. З липня 1942 року бригада веде наполегливі оборонно-наступальні бої на Сталінградському напрямі. За проявлений героїзм, відвагу і мужність бригада отримала почесне звання «Гвардійська» й була перейменована в 33-тю гвардійську окрему танкову бригаду.
Гвардійці-танкісти брали участь в розгромі Котельниковського угруповання супротивника, вели бої за Новочеркаськ і Ростов-на-Дону. Влітку 1943 року бригада в запеклих боях проривала оборону німців на річці Міус, брала участь у визволенні Східної України. Свої бойові дії бригадира закінчила під легендарною Каховкою.
23 серпня 1944 року у відповідності до наказу заступника Наркома оборони СРСР на базі 33 гв. окремої танкової бригади було сформовано Харківське гвардійське танкове училище (лейтенантів). Заняття почалися 1 жовтня, яке і стало офіційним днем утворення військового навчального закладу.
З січня 1946 року училище переводиться на 3-річний період навчання, а в 1960 році воно перейменовується в Харківське гвардійське танкове училище.
З вересня 1966 року училище стає вищим військовим навчальним закладом з 4-х річним терміном навчання. Випускникам видається Диплом про інженерну освіту загальнодержавного зразка.
З огляду на велику роботу з підготовки висококваліфікованих офіцерських кадрів, заслуги, пов'язані із звільненням України в роки Німецько-радянської війни, у зв'язку з 25-річчям училищу в 1969 році було присвоєно ім'я Верховної Ради Української РСР.
У 1970, 1972, 1991 роках за високі результати в бойовій і політичній підготовці колектив училища нагороджується перехідним Червоним прапором Військової Ради Червонопрапорного Київського військового округу. Перехідний Червоний прапор навічно залишено в училищі й зберігається в музеї Бойової слави.
У 1975 році за великі заслуги в підготовці офіцерських кадрів для збройних сил і в зв'язку з 30-річною перемоги в німецько-радянській війні училище було нагороджено орденом Червоної Зірки.
12 січня 1992 року особовий склад училища в урочистій атмосфері склав Присягу на вірність українському народові. Один взвод випускного курсу, переведений до ХГвВТКУ з Ульяновського гвардійського танкового командного училища (у зв'язку з його розформуванням) відмовилися присягати українському народу, обґрунтувавши це тим, що солдат (офіцер) складає присягу на вірність Батьківщині один раз у житті. Після цього вони повернулися до Росії і там продовжили навчання.
У вересні 1997 року училище було переформовано в Харківський інститут танкових військ імені Верховної Ради України.01 березня 2022 року в зв'язку с вероломним нападом Росії на Україну,було обстріляне російськими окупантами з важкої артилерії, є загиблі. 

## Керівництво
- полковник Титов Василь Сергійович (жовтень 1944 — лютий 1946);
- Герой Радянського Союзу генерал-лейтенант Кашуба Володимир Нестерович (лютий 1946 — жовтень 1950);
- генерал-майор Юдін Павло Олексійович (жовтень 1950 — серпень 1956);
- Герой Радянського Союзу генерал-майор Зайцев Василь Іванович (серпень 1956 — травень 1966);
- генерал-майор Черніченко Леонід Якович (травень 1966 — травень 1971);
- генерал-майор Кузьмук Іван Федорович (травень 1971 — вересень 1973);
- генерал-майор Кутенков Юрій Федорович (грудень 1973 — травень 1986);
- генерал-майор Михайлов Володимир Степанович (травень 1986 — липень 1993);

## Відомі випускники
Див. також: Випускники Харківського гвардійського вищого танкового командного училища
- Лобачов Микола Гаврилович, Герой Радянського Союзу.
- Гудим Віктор Миколайович
- Камєнєв Олександр Іванович
- Кириченко Сергій Олександрович
- Кузьмук Олександр Іванович
- Пальчук Микола Миколайович, заступник Начальника Генштабу ЗСУ у 2000—2003 роках
- Приймак Василь
- Процик Петро Йосифович, заступник Начальника Генштабу ЗСУ у 1997—2002 роках
- Фоменко Олександр Прокопович
- Серпухов Олександр Васильович, від 2007 року начальник Військового інститут танкових військ НТУ «ХПІ»
- Кащенко Дмитро Валерійович, Герой України (2022)
- Лавренко Олександр Миколайович, Герой України (2016 посмертно)
- Межевікін Євген Миколайович
- Колодій Сергій Володимирович, Герой України (2016 посмертно)
- Павлюк Олександр Олексійович, Герой України (2022)
- Артюшенко Олександр Вікторович